# Universidade Estadual Paulista em Ilha Solteira
A Faculdade de Engenharia do Campus de Ilha Solteira (FEIS) é uma faculdade pertencente à Universidade Estadual Paulista, localizada em Ilha Solteira, São Paulo, Brasil.
Foi a única Unidade Universitária criada, de fato, juntamente com a UNESP no ano de 1976, e teve como principal intuito o aproveitamento de uma parte da infra-estrutura urbana e rural do núcleo permanente, hoje Município de Ilha Solteira, construído pela CESP – Centrais Elétricas de São Paulo S/A, hoje Companhia Energética de São Paulo, o qual teria a sua desativação prevista para o término das obras do Complexo Hidroelétrico de Urubupungá.
Atualmente a Faculdade de Engenharia de Ilha Solteira oferece oito Cursos de Graduação. Oferece também cinco programas de pós-graduação stricto sensu: Agronomia (Mestrado/Doutorado), Ciência dos Materiais (Mestrado/Doutorado), Engenharia Civil (Mestrado), Engenharia Elétrica (Mestrado/ Doutorado) e Engenharia Mecânica (Mestrado/Doutorado), além de Cursos de Extensão e de Pós-Graduação Lato Sensu – Especialização.[carece de fontes?] As áreas de graduação e pós-graduação somam mais de 2900 alunos. O corpo docente é constituído por mais de 200 professores trabalhando em regime de tempo integral e dedicação exclusiva, com alto nível de especialização.
A unidade também emprega mais de 360 funcionários técnicos. A UNESP de Ilha Solteira, além de oferecer ensino de qualidade, tem se revelado como um polo de desenvolvimento regional e um centro de excelência em suas atividades de pesquisas científicas e tecnológicas. Para isso, mantém inúmeros laboratórios de ensino e pesquisa, e uma fazenda experimental. Dispõe ainda, de ampla e moderna Biblioteca totalmente informatizada e climatizada, de Laboratórios Didáticos de Computação e Serviços Técnicos de Informática que integram serviços computacionais da rede local do Campus com a Internet.

## Departamentos
- Biologia e Zootecnia
- Engenharia Civil
- Engenharia Elétrica
- Engenharia Mecânica
- Física e Química
- Fitossanidade, Engenharia Rural e Solos
- Fitotecnia, Tecnologia de Alimentos e Sócio Economia
- Matemática